# Xã Liberty, Quận White, Arkansas
Xã Liberty (tiếng Anh: Liberty Township) là một xã thuộc quận White, tiểu bang Arkansas, Hoa Kỳ. Năm 2010, dân số của xã này là 1.514 người.